# Bramwell Tovey
Bramwell Tovey (* 11. Juli 1953 in Ilford; † 12. Juli 2022 in Barrington/Rhode Island, Vereinigte Staaten) war ein englischer Dirigent, Pianist und Komponist.

## Leben und Wirken
Tovey hatte ab dem siebenten Lebensjahr Klavierunterricht und spielte in verschiedenen Jugendensembles Violine und andere Instrumente. An der Royal Academy of Music studierte er Klavier und Komposition, aber auch Tuba bei John  Fletcher. 1983 wurde er Mitarbeiter des Royal Opera House und begleitete das Royal Ballet als künstlerischer Leiter bei einer Kanadatournee, nach deren erfolgreichem Ende er Chefdirigent der Ballettgruppe und ihres Orchesters wurde. 1986 dirigierte er das London Symphony Orchestra bei einem Programm mit Werken von Leonard Bernstein, der ihn daraufhin zu seinem Sommerkurs in Tanglewood einlud.
Nach einer Saison von 1988 bis 1989 als Dirigent der D’Oyly Carte Opera Company wurde er 1989 musikalischer Leiter des Winnipeg Symphony Orchestra. In dieser Funktion etablierte er bis 2000 mit den Composers in Residence Glenn Buhr und Randolph Peters das New Music Festival, bei dem mehr als 200 zeitgenössische Werke aufgeführt wurden und als Gäste u. a. die Komponisten Louis Andriessen, John Corigliano, Christopher Rouse, Mark-Anthony Turnage, Joan Tower, Arvo Pärt, Aaron Jay Kernis, R. Murray Schafer, Bright Sheng und Gavin Bryars teilnahmen.
Von 2001 bis 2006 war Tovey Musikdirektor des Orchestre philharmonique du Luxembourg, mit dem er Tourneen durch die USA, China und Korea unternahm und in den großen Konzerthäusern Europas wie dem Concertgebouw, der Berliner Philharmonie und dem Wiener Musikverein auftrat. Ein Aufnahme von Jean Cras’ Oper Polyphème wurde mit dem Prix d'or der Academie Lyrique Française ausgezeichnet. Zur Eröffnung der Philharmonie Luxemburg 2005 dirigierte er die Uraufführung von Krzysztof Pendereckis zu diesem Anlass komponierter 8. Sinfonie.
Daneben wirkte Tovey von 2000 bis 2018 als Musikdirektor des Vancouver Symphony Orchestra (VSO). Hier gründete er 2011 die VSO School of Music, die 2018 in Tovey Center for Music umbenannt wurde. Mit dem VSO führte er in Zyklen die Sinfonien von Ludwig van Beethoven, Johannes Brahms und Gustav Mahler auf und gab kanadische Erstaufführungen zeitgenössischer Werke wie Thomas Adès’ Asyla und John Adams’ Doctor Atomic Symphony. Die Aufnahme der Violinkonzerte Samuel Barbers, Erich Wolfgang Korngolds und William Waltons mit dem VSO und dem Geiger James Ehnes wurde mit einem Grammy und einem Juno Award ausgezeichnet. 2009 tourte er mit dem VSO durch Korea und China und gab zwei Konzerte beim Internationalen Festival in Peking. 
2006 wurde er als Nachfolger von Elgar Howarth künstlerischer Leiter der National Youth Brass Band of Great Britain (NYBBGB). Mit dieser debütierte er 2012 bei den Proms in der Royal Albert Hall mit einem Programm mit Werken von John Pickard, Derek Bourgeois, Gavin Bryars und Arthur Benjamin.
Als Gastdirigent leitete Tovey neben vielen anderen ab 2000 das New York Philharmonic und ab 2003 das Los Angeles Philharmonic. Das New York Philharmonic dirigierte er zwischen 2004 und 2012 bei den jährlichen Summertime Classics am Lincoln Center und ab 2005 beim jährlichen Bravo Vail Music Festival in Colorado.mit dem Los Angeles Philharmonic trat er ab 2007 als Erster Gastdirigent der Sommerkonzerte auf der Hollywood Bowl auf. Sein Engagement als künstlerischer Leiter der Calgary Opera 2019 musste er nach kurzer Zeit wegen einer Krebserkrankung abbrechen. 2021 wurde er Dirigent des Rhode Island Philharmonic. Die für die Saison 2022–23 vorgesehene Stelle als Leiter des Sarasota Orchestra konnte er nicht mehr antreten.
Als Pianist begleitete Tovey zahlreiche Sänger und Instrumentalisten und nahm zwei Alben auf: Love Walked in mit Werken von George Gershwin und der Sängerin Tracy Dahl und All the Things You Are, beide mit dem Bassisten Gil Fournier und dem Perkussionisten Adrian Peek. Bei Konzerten leitete er viele amerikanische und australische Orchester vom Klavier aus, darunter zur Leonard Bernsteins 100. Geburtstag 2018 das New York Philharmonic mit Gershwins Rhapsody in Blue. 
Als Komponist erhielt Tovey u. a. Aufträge des New York Philharmonic, des Los Angeles Philharmonic, des Toronto Symphony Orchestra und Canadian Brass. Sein Requiem for a Charred Skul wurde 2003 mit einem Juno Award als beste klassische Komposition ausgezeichnet. 2005 komponierte er die Musik zu Richard Bells Film Eighteen. Als Dirigent des Melbourne Symphony Orchestra leitete er 2009 u. a. die Aufführung seiner Kompositionen Urban Runway und Pictures in the Smoke. Seine Oper The Inventor (Libretto: John Murell) wurde 2011 vom Calgary Philharmonic und der Calgary Opera uraufgeführt. Für Canadian Brass komponierte er die Santa Barbara Sonata für Blechbläserquintett und Manhattan Music ein Konzert für Blechbläserquintett und Orchester.